# Hospital Macrorregional de Santa Inês
O Hospital Macrorregional de Santa Inês Tomás Martins é um hospital público estadual, localizado na cidade de Santa Inês, no Maranhão, atendendo casos de alta e média complexidade.

## Histórico
Foi inaugurado em 2016, atendendo cerca de 26 municípios, da região do Pindaré, com uma população estimada em 200 mil pessoas. Buscou atender a uma antiga demanda de descentralização da saúde, para diminuir o deslocamento de pacientes do interior para a capital do estado.

## Estrutura
Tem como especialidades: clínica médica, clínica cirúrgica, cirurgia infantil, cardiologia, gastroenterologia, neurologia, neurocirurgia, enfermagem, pediatria, ortopedia, oftalmologia com mutirões, nefrologia e urologia. 
Dispõe de 116 leitos, com atendimentos hospitalares nas áreas clínica, ambulatorial, Unidade de Terapia Intensiva Adulto e Infantil, Serviço de Apoio Diagnóstico e Tratamento (SADT).